# فرودگاه شهرستان فولتن
فرودگاه شهرستان فولتن (به انگلیسی: Fulton County Airport (New York)) یک فرودگاه همگانی بهره‌برداری هوایی است که یک باند فرود آسفالت دارد و طول باند آن ۱۲۱۹ متر است. این فرودگاه در کشور ایالات متحده آمریکا قرار دارد و در ارتفاع ۲۶۹ متری از سطح دریا واقع شده‌است.